# SM UC-4
SM UC-4 – niemiecki podwodny stawiacz min z okresu I wojny światowej. Był czwartym okrętem typu UC I. Zbudowany w stoczni Vulcan w Hamburgu okręt został zwodowany 6 czerwca 1915 roku, a do służby w Kaiserliche Marine przyjęto go 10 czerwca 1915 roku. W trakcie swojej służby SM UC-4 odbył 73 patrole bojowe, podczas których postawił wiele zagród minowych, na których zatonęły 32 statki o łącznej pojemności 36 391 BRT i 4 okręty o łącznej wyporności 8397 ton, a 2 statki o łącznej pojemności 9441 BRT zostały uszkodzone. Okręt został samozatopiony 5 października 1918 roku u wybrzeży Flandrii podczas niemieckiej ewakuacji z Belgii.

## Projekt i budowa
Sukcesy pierwszych niemieckich U-Bootów na początku I wojny światowej (m.in. zatopienie brytyjskich krążowników pancernych HMS „Aboukir”, „Hogue” i „Cressy” przez U-9) skłoniły dowództwo Cesarskiej Marynarki Wojennej z admirałem Tirpitzem na czele do działań mających na celu budowę nowych typów okrętów podwodnych. Doceniając też wagę wojny minowej, 9 października 1914 roku ministerstwo marynarki zatwierdziło projekt małego podwodnego stawiacza min opracowanego przez Inspektorat Torped pod kierunkiem dr Wernera, oznaczonego później jako typ UC I.
SM UC-4 zamówiony został 23 listopada 1914 roku jako czwarty z serii 15 okrętów typu UC I (numer projektu 35a, nadany przez Inspektorat U-Bootów), w ramach wojennego programu rozbudowy floty. Pierwsze 10 jednostek typu, w tym UC-4, zostało zbudowanych w stoczni Vulcan w Hamburgu. Stocznia, nie mając wcześniej doświadczenia w budowie okrętów podwodnych, oszacowała czas budowy okrętu na 5-6 miesięcy, i aby dotrzymać tego terminu musiała wstrzymać budowę torpedowców. UC-4 otrzymał numer stoczniowy 48 (Werk 48). Okręt został zwodowany 6 czerwca 1915 roku.

## Dane taktyczno–techniczne
UC-4 był niewielkim, przybrzeżnym okrętem podwodnym o konstrukcji jednokadłubowej, którego koncepcja oparta była na projekcie jednostek typu UB I. Długość całkowita wynosiła 33,99 metra, szerokość 3,15 metra i zanurzenie 3,04 metra. Wysokość (od stępki do szczytu kiosku) wynosiła 6,3 metra. Wyporność w położeniu nawodnym wynosiła 168 ton, a w zanurzeniu 183 tony. Jednostka posiadała zaokrąglony dziób oraz cylindryczny kiosk o średnicy 1,3 m, obudowany opływową osłoną, a do jej wnętrza prowadziły dwa luki: jeden w kiosku i drugi w części rufowej, prowadzący do pomieszczeń załogi. Okręt napędzany był na powierzchni przez 6-cylindrowy, czterosuwowy silnik Diesla Daimler RS166 o mocy 90 koni mechanicznych (KM), a pod wodą poruszał się dzięki silnikowi elektrycznemu SSW o mocy 175 KM. Poruszający jedną trójłopatową, wykonaną z brązu śrubą (o średnicy 1,8 m i skoku 0,43 m) układ napędowy zapewniał prędkość 6,2 węzła na powierzchni i 5,22 węzła w zanurzeniu (przy użyciu na powierzchni silnika elektrycznego okręt był w stanie osiągnąć 7,5 węzła). Zasięg wynosił 780 Mm przy prędkości 5 węzłów w położeniu nawodnym oraz 50 Mm przy prędkości 4 węzłów pod wodą. Okręt zabierał 3,5 tony oleju napędowego, a energia elektryczna magazynowana była w akumulatorach składających się ze 112 ogniw, o pojemności 4000 Ah, które zapewniały 3 godziny podwodnego pływania przy pełnym obciążeniu.
Okręt posiadał dwa wewnętrzne zbiorniki balastowe. Dopuszczalna głębokość zanurzenia wynosiła 50 metrów, a czas zanurzenia 23-36 s. Okręt nie posiadał uzbrojenia torpedowego ani artyleryjskiego, przenosił natomiast w części dziobowej 12 min kotwicznych UC/120 w sześciu skośnych szybach minowych o średnicy 100 cm, usytuowanych jeden za drugim w osi symetrii okrętu, pod kątem do tyłu (sposób stawiania – „pod siebie”). Układ ten powodował, że miny trzeba było stawiać na zaplanowanej przed rejsem głębokości, gdyż na morzu nie było do nich dostępu (także zapalniki min trzeba było montować jeszcze przed wypłynięciem, co nie było rozwiązaniem bezpiecznym i stało się przyczyną zagłady kilku jednostek tego typu). Uzbrojenie uzupełniał jeden karabin maszynowy z zapasem amunicji wynoszącym 150 naboi. Okręt posiadał jeden peryskop Zeissa. Wyposażenie uzupełniała kotwica grzybkowa o masie 136 kg. Załoga okrętu składała się z 1 oficera (dowódcy) oraz 13 podoficerów i marynarzy.

## Przebieg służby

### 1915 rok
SM UC-4 został wcielony do służby w Cesarskiej Marynarce Wojennej 10 czerwca 1915 roku. Tego dnia dowódcą U-Boota został mianowany por. mar. Karl Vesper, a okręt włączono do Flotylli Bałtyckiej (11 lipca). Pierwszą ofiarą postawionych przez okręt 4 sierpnia min był rosyjski stawiacz min „Ładoga” o wyporności 6136 ts (ex-„Minin”, zdeklasowany krążownik pancerny, przystosowany w 1909 roku do roli stawiacza min), który 15 sierpnia zatonął ze stratą 5 ludzi nieopodal wyspy Örö (na północny zachód od Bengtskäru). Drugim (i ostatnim) bałtyckim sukcesem załogi UC-4 było zatopienie 16 września rosyjskiego pomocniczego trałowca „Linnea” (n-1), o wyporności 739 ts, który został zniszczony przez minę w okolicy wyspy Vormsi.
29 grudnia 1915 roku nastąpiła zmiana na stanowisku dowódcy okrętu: por. mar. Karl Vesper został zastąpiony przez por. mar. Friedricha Moecke.

### 1916 rok
4 lutego 1916 roku okręt przeniesiono do Flotylli Flandria. Podczas krótkiego okresu służby w jej składzie (do 19 marca 1916 roku) załoga UC-4 zanotowała kilka sukcesów: 12 lutego na minach w okolicach Aldeburgh zatonął belgijski parowiec „Aduatiek” (2221 BRT), płynący z ładunkiem węgla z Newcastle do Savony (na pozycji 52°08′N 1°44′E/52,133333 1,733333) oraz mały, zbudowany w 1907 roku brytyjski parowiec „Cedarwood” (654 BRT), przewożący surówkę na trasie Middlesbrough – Fécamp (zginęło 6 marynarzy). Dzień później na tej samej zagrodzie zatonął (bez strat w ludziach) zbudowany w 1911 roku brytyjski parowiec „Tergestea” (4308 BRT), płynący z ładunkiem węgla z Tyne do Londynu (na pozycji 52°10′N 1°50′E/52,166667 1,833333). 29 lutego w Cieśninie Kaletańskiej (na pozycji 51°08′N 1°29′E/51,133333 1,483333) wszedł na minę i doznał uszkodzeń brytyjski parowiec „Den of Ogil” (5689 BRT), transportujący drobnicę z Nowego Jorku do Londynu.
20 marca 1916 roku okręt powrócił do Flotylli Bałtyckiej, a jego nowym dowódcą został por. mar. Max Hamm. 16 sierpnia kolejnym kapitanem UC-4 został por. mar. Ulrich Pilzecker, a po nim następnym dowódcą mianowany został por. mar. Gustav Buch (15 września).
30 września 1916 roku okręt ponownie włączono w skład Flotylli Flandrii, a 21 października nowym dowódcą został por. mar. Hans Howaldt. 27 października na postawioną przez UC-4 zagrodę minową wszedł zbudowany w 1887 roku norweski parowiec „Bygdo” (2345 BRT), płynący z Hull do Genui z ładunkiem węgla (statek zatonął bez strat w ludziach na pozycji 52°23′N 1°47′E/52,383333 1,783333), a dzień później w tej samej okolicy zatopiony został niewielki, pochodzący z 1882 roku brytyjski parowiec „Sparta” (480 BRT), przewożący koks z Hull do Hawru. 9 listopada, 4 Mm na północny wschód od Southwold, zatonął na minie mały brytyjski parowiec „Sunniside” (447 BRT), przewożący drobnicę na trasie Hull – Rotterdam (zginęło 4 ludzi wraz z kapitanem). 25 listopada mina zniszczyła nowy uzbrojony trawler HMT „Burnley” (275 ts), na którym zginęło 19 marynarzy (na pozycji 52°05′N 1°42′E/52,083333 1,700000).
27 listopada miała miejsce kolejna zmiana na stanowisku dowódcy okrętu, którym został por. mar. Georg Reimarus (zastąpiony w dniach 12-20 maja 1917 roku przez por. mar. Oskara Steckelberga). Tymczasem na postawionym uprzednio polu minowym zatonęły na początku grudnia dwa brytyjskie uzbrojone trawlery: 3 grudnia HMT „Remarko” (245 ts), na pozycji 54°20′N 1°53′E/54,333333 1,883333 (życie straciło 12 członków załogi), a 5 grudnia HMT „Tervani” (457 ts), tracąc jednego człowieka (na pozycji 52°06′00″N 1°39′30″E/52,100000 1,658333).

### 1917 rok
Pierwszy w nowym roku sukces UC-4 miał miejsce 7 stycznia, gdy na południe od Lowestoft zatonął brytyjski uzbrojony trawler HMT „Donside” (182 ts), tracąc 4 członków załogi (na pozycji 52°17′N 1°44′E/52,283333 1,733333); 18 stycznia w tej samej okolicy zatonął też duński parowiec „Dagmar” (758 BRT), płynący pod balastem z Trouville do Methil (na pozycji 52°07′30″N 1°45′30″E/52,125000 1,758333), a 2 dni później brytyjski uzbrojony trawler HMT „New Comet” (177 ts), na którym poległo 8 członków załogi (na pozycji 52°07′30″N 1°43′40″E/52,125000 1,727778). W lutym 1917 roku na konto osiągnięć okrętu zapisano dwie brytyjskie jednostki: 13 lutego zatonął ze stratą 7 ludzi uzbrojony trawler HMT „Sisters Melville”, o wyporności 260 ts (na pozycji 52°07′N 1°44′E/52,116667 1,733333), a 23 lutego na pozycji 52°06′N 1°42′E/52,100000 1,700000 mina zniszczyła zbudowany w 1895 roku parowiec „Grenadier” (1004 BRT), transportujący drobnicę z Rotterdamu do Newcastle (zginęło 8 członków załogi wraz z kapitanem). Kolejne straty brytyjskiej żeglugi, spowodowane minami postawionymi przez UC-4, miały miejsce w dniach 11-12 marca: na pozycji 52°08′N 1°45′E/52,133333 1,750000 zatonął zbudowany w 1894 roku parowiec „Kwasind” (2211 BRT), płynący z ładunkiem rudy żelaza z Bilbao do Hartlepool (ze stratą 12 ludzi); niemal w tym samym miejscu (52°08′N 1°46′E/52,133333 1,766667) został zniszczony parowiec „Ambient” (1517 BRT), transportujący węgiel na trasie Sunderland – Dunkierka, a także zbudowany w 1883 roku parowiec „Pontypridd” (1556 BRT), płynący z ładunkiem węgla z Tyne do Londynu (ze stratą 3 marynarzy)).
W dniu 30 maja 1917 roku dowództwo nad UC-4 otrzymał por. mar. Erich Hecht. Kolejno 3 i 4 czerwca, na minach postawionych w maju przez UC-4, na północny wschód od Aldeburgh zatonęły dwa brytyjskie kutry rybackie: „Giralda” (46 BRT) oraz „Chrysolite” (57 BRT) – na tym ostatnim poniosło śmierć pięciu rybaków. Kolejną małą jednostką, która zatonęła 7 lipca na wschód od Aldeburgh (na pozycji 52°04′25″N 1°46′50″E/52,073611 1,780556), był uzbrojony trawler HMT „Kelvin” (322 ts), który pociągnął za sobą 5 ofiar. 20 lipca na pozycji 52°03′15″N 1°49′39″E/52,054167 1,827500 zatonął pomocniczy trałowiec HMS „Queen of the North” (594 ts), na którym zginęło 7 oficerów i 22 marynarzy. Na następne zatopienie załoga okrętu podwodnego musiała czekać do 5 września 1917 roku, kiedy to na wschód od Felixstowe wszedł na minę uzbrojony trawler HMT „Eros” (286 ts), ze stratą 2 marynarzy.
13 września 1917 roku miała miejsce kolejna zmiana na stanowisku dowódcy okrętu, którym został por. mar. Walter Schmitz. Pierwszym sukcesem nowego kapitana było zatopienie 20 października uzbrojonego trawlera HMT „Vitality” (202 ts), który ze stratą 2 ludzi wszedł na minę w okolicy Lowestoft. 11 listopada na postawioną przez UC-4 zagrodę minową wszedł zbudowany w 1911 roku brytyjski parowiec „Lapwing” (1192 BRT), płynący z Rotterdamu do Londynu z ładunkiem drobnicy (statek zatonął bez strat w ludziach na pozycji 52°15′30″N 2°00′00″E/52,258333 2,000000), a 2 dni później ten sam los spotkał brytyjski parowiec „Axminster” (1905 BRT), transportujący węgiel na trasie Blyth – Dieppe ((52°26′N 1°48′E/52,433333 1,800000, ze stratą 3 ludzi). Ostatnie w 1917 roku zatopienie miało miejsce 23 grudnia, kiedy to na wschód od Aldeburgh został zniszczony zbudowany w 1902 roku brytyjski parowiec „Grantley Hall” (4008 BRT), płynący z ładunkiem rudy żelaza z Villaricos do Middlesbrough.

### 1918 rok
20 stycznia 1918 roku nastąpiła zmiana na stanowisku dowódcy okrętu: por. mar. Walter Schmitz został zastąpiony przez por. mar. Kurta Locha. Nowy dowódca swój pierwszy sukces odniósł 25 lutego, kiedy to na minie postawionej w estuarium Tamizy zatonął (bez strat w ludziach) zbudowany w 1909 roku brytyjski węglowiec „Rubio” (2395 BRT). Dzień później w tym samym miejscu więcej szczęścia miał „Berwen” (3752 BRT) – zbudowany w 1903 roku brytyjski parowiec przewożący cukier z Port Louis do Hull, który został jedynie uszkodzony.
W dniu 27 lutego 1918 roku dowództwo nad UC-4 otrzymał por. mar. Ernst Berlin. Szczęśliwym dniem dla dowodzonej przez niego jednostki był 5 marca, kiedy to u ujścia Tamizy zatonęły 3 statki: płynący pod balastem z Londynu do Tyne brytyjski parowiec „Coalgas” (2257 BRT), również płynący pod balastem z Hawru do Tyne brytyjski parowiec „Estrella” o pojemności 1740 BRT (na którym zginęło 20 członków załogi) oraz nowy norweski parowiec „Tusnastabb” (1136 BRT), płynący bez ładunku z Rouen do Sunderlandu (na pozycji 51°57′N 1°43′E/51,950000 1,716667). Kolejne trzy jednostki zatonęły w tych okolicach w kwietniu: zbudowany w 1911 roku brytyjski parowiec „Lonhelen” (1281 BRT) – 12 kwietnia; uzbrojony trawler HMT „Numitor” (242 ts), który pociągnął za sobą 5 ofiar (20 kwietnia, na pozycji 52°07′N 1°45′E/52,116667 1,750000) oraz pomocniczy trałowiec HMS „St. Seiriol” (928 ts), na którym zginęło 12 marynarzy (25 kwietnia).
22 kwietnia 1918 roku miała miejsce ostatnia już zmiana na stanowisku dowódcy okrętu, którym został por. mar. Eberhard Schmidt. Jedynym w okresie jego dowodzenia i ostatnim spośród wielu sukcesów odniesionych przez UC-4 było zatopienie 26 czerwca na pozycji 52°04′30″N 1°48′00″E/52,075000 1,800000 uzbrojonego trawlera HMT „Achilles II” (225 ts), na którym poniosło śmierć 13 członków załogi.
Okręt został samozatopiony u wybrzeży Flandrii (na pozycji 51°22′N 3°12′E/51,366667 3,200000) podczas niemieckiej ewakuacji z Belgii 5 października 1918 roku.